# زمین‌لرزه هندوکش
زمین‌لرزه هندوکش ممکن است به یکی از موارد زیر اشاره داشته باشد:
- زمین‌لرزه ۱۳۸۴ هندوکش
- زمین‌لرزه ۱۳۹۰ هندوکش